# Owkarkā
Owkarkā (persiska: اُكَركا, Owkrekā, اوكركا) är en ort i Iran.   Den ligger i provinsen Mazandaran, i den norra delen av landet, 200 km nordost om huvudstaden Teheran. Owkarkā ligger 392 meter över havet och antalet invånare är 144.
Terrängen runt Owkarkā är kuperad. Runt Owkarkā är det ganska tätbefolkat, med 72 invånare per kvadratkilometer. Närmaste större samhälle är Behshahr, 16,4 km nordost om Owkarkā. I omgivningarna runt Owkarkā växer i huvudsak blandskog.